# Marie Alžběta z Valdštejna
Marie Alžběta z Valdštejna (německy Maria Elisabeth von Waldstein, Fürstin zu Friedland, 1625 - 29. září 1662, Vídeň) byla česká šlechtična, dcera Albrechta z Valdštejna, rozená vévodkyně frýdlantská, provdaná hraběnka Kounicová.

## Život
Narodila se v roce 1625 jako dcera císařského generála Albrechta z Valdštejna a jeho druhé manželky, Alžběty (Isabely) Kateřiny z Harrachu (1601-1654).

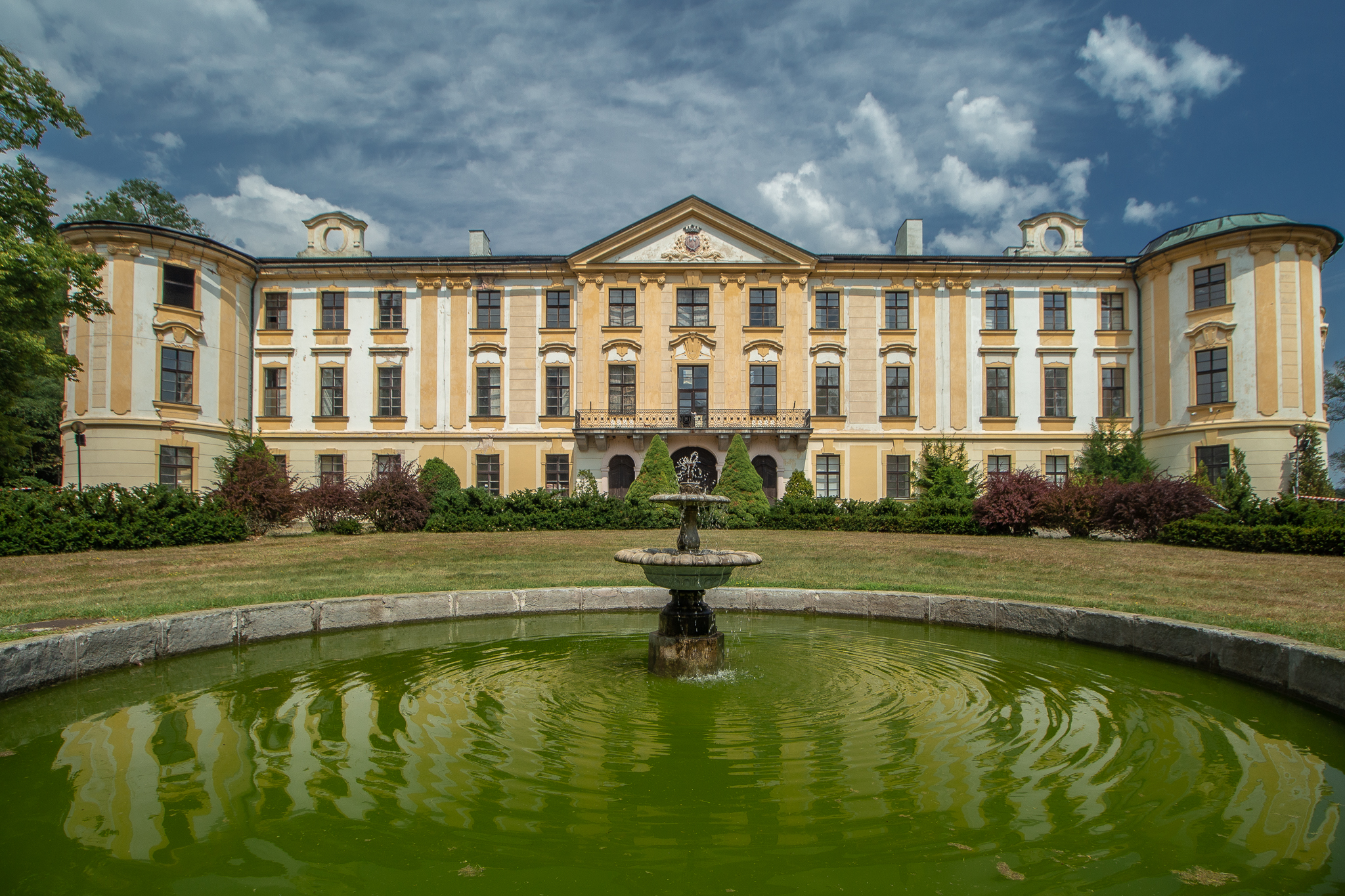
Zámek Zahrádky

Marie Alžběta se jako jediná Valdštejnova dcera stala dědičkou Novozámeckého panství s Českou Lípou. Ačkoli novozámecké panství tvořilo jen zlomek bývalého majetku frýdlantského vévody, šlo o poměrně rozsáhlý pozemkový celek v severních Čechách, k němuž kromě města Česká Lípa patřila další dvě městečka a 32 vesnic. 

### Manželství a rodina
15. října 1645 Marie Alžběta se proti matčině vůli provdala za hraběte Rudolfa z Kounic (1617–1664) ze severočeské větve Kouniců, nejvyššího lovčího Českého království. Její manžel Rudolf z Kounic vlastnil sice Velké Meziříčí, ale nakonec se manželé trvale usadili na Novém zámku. Rudolf přispěl k obnově novozámeckého hospodářství zdevastovaného třicetiletou válkou. 
Manželé měli několik dětí:
- Arnošt František (1646–1680)
- Rudolf Maxmilián Vilém (1648-1649)
- Albrecht Bedřich (* 1649)
- Jan Vilém (1656-1721)

Z početného potomstva byl nástupcem Arnošt František (1647–1680), který sloužil v císařské armádě, ale závěr svého krátkého života strávil na Novém zámku. Během selských bouří v roce 1680 zůstal na zámku v podstatě uvězněn, protože byl upoután na lůžko a nemohl své sídlo opustit. Zemřel krátce poté a vzhledem ke špatným vztahům se sourozenci odkázal překvapivě majetek příbuzným Valdštejnům. V roce 1680 se tak majitelem Nového zámku stal vzdálený bratranec hrabě Karel Ferdinand z Valdštejna (1634–1702). Bratři Arnošta Františka sice závěť napadli, ale neúspěšně, mimo jiné vzhledem k vlivným konexím, které měl Karel Ferdinand z Valdštejna jako významný císařský diplomat a dvořan. Právě služba v diplomacii a u dvora však Valdštejna přivedla do vysokých dluhů, a protože vlastnil i další rozsáhlé statky (Mnichovo Hradiště, Svijany, Loučeň), na vlastnictví Nového zámku nijak zásadně netrval. V roce 1696 tak celé panství prodal Janu Vilémovi z Kounic (1656–1721), mladšímu bratrovi zemřelého Arnošta Františka. 
Jan Vilém zaplatil 450 000 zlatých a zasloužil se o rozšíření zámeckého parku doplněním o několik barokních plastik. Kromě toho počátkem 18. století uzavřel rodinnou smlouvu s tehdy významným představitelem moravských Kouniců, říšským místokancléřem Dominikem Ondřejem z Kounic, která stanovila podmínky pro případ vymření jedné z rodových větví. Na základě této smlouvy zřídil Jan Vilém z Kounic ze svých statků fideikomis (1711). 